# Спинокрил товстоніжковий
Спинокрил товстоніжковий (Fissidens crassipes) — вид мохів порядку дикранальних (Dicranales).

## Поширення
Батьківщиною є Європа, Макаронезія, Північна Америка.
Тіньовитривалий, гідрофільний, кальцифільний вид. Переважні місця проживання: вологі скелі, епілітові угруповання на берегах струмків.

## Характеристика
Багаторічний дводомний вид.